# Destroyer
Destroyer — четвертий студійний альбом хард-рок-гурту Kiss, випущений 15 березня 1976 року лейблом Casablanca Records. Третій поспіль альбом Kiss, що досяг топ-40 в США, а також перший, що потрапив в чарти Німеччини і Нової Зеландії. Альбом став золотим 22 квітня 1976 року і платиновим 11 листопада того ж року — перший альбом Kiss, що отримав платину.
Випущений невдовзі після успішного альбому Alive!, Destroyer легко став найбільш претензійним студійним альбомом Kiss 1970-х. Боб Езрін, який раніше працював з Елісом Купером, був запрошений продюсувати альбом. В процесі організації запису саме Езрін запропонував групі задіяти різні звукові ефекти, струнну секцію, дитячий хор, інвертовані ударні і т.д.
Успіх Alive! і Destroyer дав групі можливість здійснити свій перший концертний тур по Європі. В 2003 році альбом зайняв 496 місце у списку 500 найкращих альбомів усіх часів за версією журналу «Rolling Stone». 

## Список пісень
| Перша сторона | Перша сторона                  | Перша сторона                         | Перша сторона  | Перша сторона |
| #             | Назва                          | Автор                                 | Основний вокал | Тривалість    |
| ------------- | ------------------------------ | ------------------------------------- | -------------- | ------------- |
| 1.            | «Detroit Rock City»            | Стенлі, Езрін                         | Пол Стенлі     | 5:17          |
| 2.            | «King of the Night Time World» | Стенлі, Кім Фоулі, Марк Ентоні, Езрін | Пол Стенлі     | 3:19          |
| 3.            | «God of Thunder»               | Стенлі                                | Джин Сіммонс   | 4:13          |
| 4.            | «Great Expectations»           | Сіммонс, Езрін                        | Джин Сіммонс   | 4:24          |

| Друга сторона | Друга сторона         | Друга сторона                  | Друга сторона            | Друга сторона |
| #             | Назва                 | Автор                          | Основний вокал           | Тривалість    |
| ------------- | --------------------- | ------------------------------ | ------------------------ | ------------- |
| 5.            | «Flaming Youth»       | Фрейлі, Сіммонс, Стенлі, Езрін | Пол Стенлі               | 2:59          |
| 6.            | «Sweet Pain»          | Сіммонс                        | Джин Сіммонс             | 3:20          |
| 7.            | «Shout It Out Loud»   | Симмонс, Стэнли, Эзрин         | Пол Стенлі, Джин Сіммонс | 2:49          |
| 8.            | «Beth»                | Крісс, Стен Пенрідж, Езрін     | Пітер Крісс              | 2:45          |
| 9.            | «Do You Love Me?»     | Стенлі, Фоулі, Езрін,          | Пол Стенлі               | 3:33          |
| 10.           | «Rock and Roll Party» | Сіммонс, Стенлі, Езрін         | Інструментально          | 1:25          |
| 34:11         |                       |                                |                          |               |

- "Rock and Roll Party" — прихований трек на оригінальній вініловій платівці. Він з'являється за кілька секунд після "Do You Love Me?".

### Destroyer: Resurrected(ремікс 2012)
| Список треків | Список треків                                                                       | Список треків                         | Список треків   | Список треків |
| #             | Назва                                                                               | Автор                                 | Основний вокал  | Тривалість    |
| ------------- | ----------------------------------------------------------------------------------- | ------------------------------------- | --------------- | ------------- |
| 1.            | «Detroit Rock City»                                                                 | Пол Стенлі, Боб Езрін                 | Стенлі          | 5:15          |
| 2.            | «King of the Night Time World»                                                      | Стенлі, Кім Фоулі, Марк Ентоні, Езрін | Стенлі          | 3:21          |
| 3.            | «God of Thunder»                                                                    | Стенлі                                | Сіммонс         | 4:17          |
| 4.            | «Great Expectations»                                                                | Джин Сіммонс, Езрін                   | Сіммонс         | 4:24          |
| 5.            | «Flaming Youth»                                                                     | Ейс Фрейлі, Стенлі, Сіммонс, Езрін    | Стенлі          | 2:59          |
| 6.            | «Sweet Pain» (Ейс Фрейлі, соло, раніше не випускалося)                              | Сіммонс                               | Сіммонс         | 3:21          |
| 7.            | «Shout It Out Loud»                                                                 | Стенлі, Сіммонс, Езрін                | Стенлі, Сіммонс | 2:51          |
| 8.            | «Beth»                                                                              | Peter Criss, Стен Пенрідж, Езрін      | Крісс           | 2:49          |
| 9.            | «Do You Love Me?»                                                                   | Стенлі, Фоулі, Езрін                  | Стенлі          | 3:40          |
| 10.           | «Rock and Roll Party»                                                               |                                       |                 | 1:26          |
| 11.           | «Sweet Pain (Оригінальне гітарне соло)» (Дік Вагнер, соло, з оригінального випуску) |                                       | Сіммонс         | 3:18          |

## Огляд

### Detroit Rock City
- Переклад: «Детройт — Місто Року»
- Записано: вересень 1975 — січень-лютий 1976 року

Kiss часто писали пісні на основі раніше невиданого мареріалу. Пісня «Detroit Rock City» не стала винятком. Джин Сіммонс і Пол Стенлі вважають, що місцями пісня схожа на «Two Timer» і (деякі частини базової структури пісні) «Much Too Young» — більш ранні маловідомі пісні групи, і що «Detroit Rock City» має схожі відчуття в деяких місцях.
Пол Стенлі стверджує що хотів якось вшанувати в пісні місто Детройт, почасти тому, що популярність Kiss росла там найшвидше:

Ми були хедлайнерами в Детройті, у той час як нас майже ніде не знали. Я написав «Detroit Rock City» як подарунок місту, який історично захистив справжній рок-н-ролл.
Оригінальний текст (англ.)
We were headlining in Detroit when we were barely known anywhere else. I wrote 'Detroit Rock City' as a tribute to a city that, historically, has championed real rock 'n roll.
— KISS Exciter, 3/93
Зрештою він хотів, щоб пісня була про «когось, хто збирається йти на концерт, щоб круто провести час, і в кінці померти». Текст пісні ґрунтується на реальних подіях, в яких фан Kiss загинув по дорозі на концерт Kiss в Шарлоті, Північна Кароліна, під час тура за підтримку альбому Dressed to Kill у квітні 1975. Отже, пісня, присвячена Детройту, базується на трагічному випадку в Північній Кароліні.
Боб Ерзін зіграв значну роль у створенні, формуванні і записі «Detroit Rock City». Він відповідав за створення «історії» у вступі: записав звуки відкриття дверцят автомобіля, заведення двигуна робочого автомобіля, припаркованого на 44-й вулиці, і перемикання каналів радіо, коли йшов зі студії Record Plant з мікрофоном, підготовленим для цих цілей. Він спеціально використав неголосний радіоприймач, щоб піймати сигнал «Rock and Roll All Nite» від передавача зі студії. Повністю зловлена «Rock and Roll All Nite» вийшла після кількох спроб, пісня в той час повсюдно транслювалася. Боб дуже пишався цим записом. Усупереч поширеним чуткам, текст випуску новин у вступі написав і прочитав Боб Езрін, а не Джин Сіммонс.
Крім вступу, Езрін зробив нововведення і в партії баса та гітар. Джин Сіммонс відзначив, що його партія баса була нетипова для його звичного стилю, і була більше схожа на R&B, ніж на рок. Езрін також написав соло Ейсу Фрейлі, яке значно відрізнялось від матеріалу, який Фрейлі звик грати в піснях Kiss. Пітер Крісс теж вирішив зробити щось особливе для пісні і альбому в цілому, тож він методично розробляв кожну окрему частину. Він вважає, що найунікальніша і надзвичайна работа на ударних, яку він, на жаль, не завжди повторював у наступних альбомах, це саме Destroyer в цілому і «Detroit Rock City» зокрема.

### King of the Night Time World
- Переклад: «Король Нічного Світу»
- Записано: початок 1976 року

Пісню написали Кім Фроулі і Марк Ентоні — гітарист і вокаліст групи «Hollywood Stars». Боб Езрін раніше співпрацював з ними під час запису матеріалів для деяких альбомів Еліса Купера. Коли Боб приніс на прослуховування «King of the Night Time World», гурт визнав, що пісня їм добре підходить. Пол Стенлі припускав, що це була робота з відтворення класичного звучання Kiss. Пізніше цю тенденцію відзначили й автори пісні — Кім та Марк.

### God of Thunder
- Переклад: «Бог Грому»
- Записано: вересень 1975, січень-лютий 1976 року

Джин Сіммонс і Пол Стенлі після спільної роботи настільки звикли до стилів пісень один одного, що знайшли закономірність: пісні Пола були більш щасливими і життєрадісними, а пісні Джина більш темними та похмурими. Через це вони часто жартували один над одним, і якось Стенлі сказав: «Хто завгодно може написати пісню в стилі Джина Сіммонса», і щоб довести своє твердження, він прийшов на наступний день з піснею «God of Thunder». Сіммонс поміняв деякі рядки і заспівав її.

Коли я вперше почув пісню, я відразу згадав сцену «Fantasia», в якій з жерла гірських висот вилазило дещо велике з крилами і стояло там — щось з темних тіней. Але текст Полового «Бога грому» був повним промахом — він майже повністю був про Афродіту і кохання.
Оригінальний текст (англ.)
When I first heard the song, I immediately had visions of the scene in «Fantasia» when the mountain top opens and this big winged thing is standing there — something from the dark shadows. But Paul’s «God of Thunder» lyrics totally missed the point — they were almost about Aphrodite and love.

Щоб надати пісні більш темної і пафосної атмосфери Джин Сіммонс поміняв наступні рядки:
1. «We make love 'til we bleed» на «hear my word and take heed»
2. «I was raised by the women» на «I was raised by the demons»
3. «I live for pleasure and fun» на «Trained to reign as the one»
4. В припеве «We’ll take it slowly even more» поменяли на «Will slowly rob you of your virgin soul»
5. «Well I’m the master of leather» на «I’m the lord of the wastelands»
6. «Be you ancient or newborn (c’mon)» на «I gather darkness to please me»
7. «Come before me and kneel» на «And I command you to kneel before the»

Боб Езрін пригадує, що було непросто вмовити Пола віддати цю пісню Джину через предмет і баланс альбому в цьому пункті. Пол пригадує, що пісня була певною мірою піснею-посв'яченням для Джина від нього, а пізніше Езрін вирішив, що це буде пісня Джина. По суті, група погодилась з продюсером, але Стенлі завжди надіявся, що останнє слово Езріна буде погоджено з ним.
Протягом записів пісні Пітеру Кріссу також було запропоновано декілька спеціальних ефектів. Коли група була на Record Plant в Нью-Йорку Езрін сказав Кріссу:

Я посаджу тебе в ліфт.
Оригінальний текст (англ.)
I’m going to put you in an elevator.

Тоді була третя або четверта година ранку, і вони знаходились в задній частині будівлі. Боб записував ударні на мікрофон з 14 поверху. Мікрофони були в шахті ліфта, і Пітер грав на двох підлогових томах і басовому барабані, які йому поставили в ліфт. На півдорозі двері ліфта відкрилися, і зайшли два сміттярі забрати сміття. Пітер Крісс продовжив грати, але історично сміявся з поглядів, якими вони на нього дивилися. Пізніше він відзначив, що Езрін був дуже креативний.
Дитячі голоси в пісні були записані тим же 360-градусним мікрофоном, що й вступ у «Detroit Rock City». Боб придбав комплект уокі-токі, що включав телефон, вмонтований в космічний шолом, звук якого сподобався Езріну, і подарував як іграшку своїм дітям. Він попросив дітей зімітувати звуки монстрів. Таким чином, Девід Езрін і його брат Джош, якому на той час було 3 роки, взявши участь в записах Kiss.

### Great Expectations
- Переклад: «Великі Надії»
- Записано: початок 1976 року

Пісня написана Джином Сіммонсом під впливом Боба Езріна, працюючи з яким Сіммонс відчув себе майже на вершині, як, по суті й Езрін. Почувши від групи текст «Great Expectations» Боб порахував його надто близьким до групи і егоцентричним, і переконав Джина зробити пісню більш загальною, подібною до звернення співака до натовпу, живому спілкуванню зі слухачами. Тому «Great Expectations» була створена і покращена групою з повчаннями і корективами Езріна.
За словами Сіммонса, це була найскладніша пісня у всьому альбомі — її було найважче записати через витончену музичну структуру і ефекти, які додавав Езрін. Натхненням для пісні став одноіменний фільм, що ґрунтується на творі Чарлза Діккенса, хоча сама суть пісні походила від Сіммонса, який прагнув написати про групу. Він задіяв багато ранніх демо, в числі яких були «You’ve Got Nothing To Live For» та інший, ще старіший демозапис з такою ж назвою «Great Expectations», однак датований як мінімум 1974 роком.
Доріжка включає мотив Бетховена — патетичної сонати (op. 13), другої частини — adagio cantabile. Як і багато інших пісень Kiss, ця пісня була спочатку записана на акустичній гітарі, однак до її повного звершення, вона зазнала багато нововведень, внесених продюсером Бобом Езріном. Він організував для запису оркестрових партій Симфонічний оркестр Нью-Йорка, а для запису дитячих голосів запросив взяти участь Гарлемський хор хлопчиків, які, як казав Боб, були «дітьми сурових вулиць» (англ. tough ass street kids).

### Flaming Youth
- Переклад: «Вогняна молодь»
- Записано: січень-лютий 1976 року

«Flaming Youth» — пісня (як і «Great Expectations») написана за мотивами попередніх робіт учасників групи, які були вдосконалені, очищені й об'єднані в одну пісню. За словами Сіммонса, пісня зроблена з одного з багатьох демо з його архіву, а точніше «Mad Dog». Поки Джин записував демо, вона ще мала більш рифову форму, з незакінчиним текстом. Назва «Flaming Youth» вразила Сіммонса, бо була надто крута, щоб проігнорувати її. Він помітив, що назва пісні збігалася з назвою однієї групи, яка грала в індустріальному дибюті Kiss в Музичній Академії в грудні 1973. Ейс Фрейлі також став співавтором цієї пісні. На записі альбому гітарне соло до пісні грав Дік Вагнер, запрошений Бобом Езріном музикант, що раніше співпрацював з Елісом Купером, оскільки Фрейлі відмовився гарати, не бажаючи переривати партію в карти.
Початкова версія пісні зазнала великих змін коли переписувалась для альбому і була переписана від першого лиця. В оригінальній версії Пол Стенлі співає від лиця Армії Kiss:

Ми дурні і ліниві
Оригінальний текст (англ.)
We’re stupid and we’re lazy.

Однак таку лірику, можливо, не зрозуміли б, особливо в низах, серед мешканців робочих районів, серед яких Kiss тільки набувала популярність.